# 1949 aux échecs
| Années des échecs : 1946 - 1947 - 1948 - 1949 - 1950 - 1951 - 1952    |
| Décennies des échecs : 1910 - 1920 - 1930 - 1940 - 1950 - 1960 - 1970 |

Cet article présente les faits marquants de l'année 1949 aux échecs.

## Championnats nationaux
- Argentine : Miguel Najdorf remporte le championnat[1],[2]. Chez les femmes, Paulette Schwartzmann s’impose.
- Autriche : Joseph Platt remporte le championnat[3], pas de tournoi féminin[4].
- Belgique : Arthur Dunkelblum remporte le championnat[5]. Chez les femmes, Simonne Bussers s’impose[6].
- Brésil : Walter Cruz remporte le championnat[7].
- Canada : Maurice Fox remporte le championnat[8].
- Écosse : William Fairhurst remporte le championnat[9]
- Espagne : Antonio Medina remporte le championnat [10].
- États-Unis : Pas de championnat[11] masculin, ni féminin[12].
- Finlande: Toivo Salo remporte le championnat[13].
- France : Claude Hugot remporte le championnat [14]. Chez les femmes, pas de championnat[15].
- Pologne : Kazimierz Plater remporte le championnat[16].
- Royaume-Uni : Harry Golombek remporte le championnat[17].

- Suisse : Serge Tordion remporte le championnat [18].
- RSS d'Ukraine : Isaak Lipnitski remporte le championnat[19],[20], dans le cadre de l’U.R.S.S.. Chez les femmes, Korsunska s’impose[21].
- RFP Yougoslavie : Svetozar Gligoric remporte le championnat[22],[23]. Chez les femmes, Lidija Timofejeva et Slava Cvenkl s’imposent.

## Divers
- Fusion entre la Société des échecs de Berlin, un des plus vieux et prestigieux clubs allemands, avec Schachgesellschaft Eckbauer[24] (société d'échecs Eckbauer) pour former la Berliner Schachgesellschaft Eckbauer.

## Naissances
- Walter Browne

## Nécrologie
- 11 janvier : Samuel Factor (en)
- 2 mars : Eduard Dyckhoff
- 6 mars : Édouard Pape
- 21 mai : Bjørn Nielsen
- 18 août : Amos Pokorný (en)
- 21 août : Arthur John Mackenzie (en)
- 4 septembre : Allan Nilsson (en)
- 15 octobre : Johannes Öhquist (en)
- 17 décembre : Miklós Bródy
- 24 décembre : David Enoch (en)